# Bouillie nantaise
Pour les articles homonymes, voir BSC.
La bouillie nantaise ou bouillie sulfocalcique (BSC) est un fongicide polyvalent avec effet insecticide et anti-acariens. Elle est utilisée depuis 1860 pour lutter contre les cochenilles des arbres fruitiers.
La bouillie sulfocalcique est obtenue par chauffage à ébullition d'une suspension de soufre élémentaire dans une solution alcaline de lait de chaux.

## Réaction chimique
Hajjatie et al. (2006), proposent différentes équations chimiques pour expliquer la dismutation du soufre en conditions très alcalines comme celles imposées par la chaux. La plus simple de leurs réactions est celle-ci :
3 Ca(OH)2 + 6 S → 2 CaS2 + CaS2O3 + 3 H2O
où l'espèce S22–  correspond à l'anion disulfure –S–S– (avec un lien covalent entre les 2 atomes de soufre) tel qu'également rencontré dans la pyrite (FeS2), un disulfure de Fe(II). L'espèce S2O32– est celle du thiosulfate.
Sur les six atomes de soufre engagés dans la réaction de dismutation, deux sont oxydés en thiosulfate (état d'oxydation +2) tandis que quatre autres sont réduits en disulfures (état d'oxydation -1). Quatre électrons sont donc échangés au cours de cette réaction d'oxydo-réduction impliquant au départ un seul élément à la même valence initiale, à savoir le soufre élémentaire.

## Préparation
Porter à ébullition un mélange de 1 litre d'eau, 100 grammes de soufre et 50 grammes de chaux éteinte. Laisser frémir pendant une demi-heure en compensant la perte d'eau par évaporation. On obtient ainsi un concentré utilisable plusieurs fois en mélangeant 1 volume de concentré avec 5 volumes d'eau.
Laisser refroidir, conserver dans un récipient en verre ou en plastique bien fermé.
Pulvérisez (en se protégeant bien et en utilisant un pulvérisateur non métallique car cette bouillie est corrosive) uniquement les parties de la plante attaquées par les champignons, tache brune ou noire, duvet blanc car la bouillie nantaise est phytotoxique.

## Utilisation
L'intérêt principal de la bouillie sulfocalcique est qu'elle permet de stopper la pénétration et le développement de la tavelure : appliquée, en « semi-curatif », 12 à 30 h juste après une pluie ou une aspersion d'eau contaminée par les spores de champignon, elle peut bloquer la germination des spores. Elle est efficace lorsqu'elle est appliquée sur feuillage humide. Du fait de son caractère instable, on ne peut utiliser cette bouillie comme anticryptogamique qu'en traitement curatif et non en traitement d'hiver comme on peut le lire parfois. 
Elle permet de lutter contre la tavelure, la cloque du pêcher, le mildiou, la rouille et l'oïdium et stimule la végétation.
On l'applique dès la fin du printemps après chaque pluie ou irrigation et jusqu’à 7 jours avant la récolte.
La bouillie sulfocalcique trouve sa principale application en culture biologique des arbres fruitiers dans des régions chaudes et humides comme celles du Japon, où elle est utilisée depuis longtemps par les exploitants de l'agriculture biologique.

## Danger
La bouillie nantaise doit être préparée en milieu bien ventilé, ou à l'extérieur, car les émanations de sulfure d'hydrogène sont nauséabondes et toxiques. En outre le mélange est très corrosif pour les métaux (aluminium, aciers au carbone ou mêmes inoxydables et alliages de cuivre) et requiert donc l'utilisation de matériel en verre ou en plastique. 
Le caractère corrosif de la bouillie nantaise est dû aux espèces réduites du soufre qu'elle contient, notamment les sulfures responsables de la corrosion sous contrainte (en:stress corrosion cracking) et les thiosulfates provoquant de la corrosion par piqûres (en:pitting corrosion). La corrosion localisée par les espèces réduites du soufre est redoutable, même la seule présence de soufre élémentaire en contact avec les métaux suffit à les corroder considérablement, y compris les aciers dits inoxydables. Les sulfures et les thiosulfates attaquent également le cuivre, le laiton et le bronze. Le pH élevé des sulfures et du lait de chaux dissout l'aluminium tout en dégageant aussi de l'hydrogène. 
La bouillie nantaise peut être fatale si elle est inhalée, ingérée, ou absorbée à travers la peau. Elle est extrêmement caustique (pH très élevé dû aux sulfures et au lait de chaux) et peut causer des dommages irréversibles aux yeux (cécité), et des brûlures de la peau. Mélangée avec un acide, elle produit du sulfure d'hydrogène, un gaz toxique et inflammable, incolore, à l'odeur nauséabonde d'œuf pourri.